# Roope Ahonen
Roope Ahonen  (nac. Salo, Finlandia, 12 de junio de 1990) es un baloncestista finlandés. Con 1.88 metros juega en la posición de base en las filas el Salon Vilpas Vikings de la Korisliiga.

## Trayectoria profesional
Ahonen desde muy joven fue una de las grandes promesas escandinavas, destacando como uno de los bases jóvenes a seguir en Europa. Con esa fama, debutó en el Salon Vilpas de su tierra natal, paso previo a dar el salto a la liga sueca, donde disputó dos temporadas entre Solna Vikings y Boras Basket, logrando promedios de 13.6 puntos y 4.2 asistencias en la temporada 2013/14. 
Tras regresar en 2014/15 a su país natal para jugar una temporada con el Nilan Bisons, firma en 2015/16 por el Kolossos de la A1 Ethniki, la primera categoría del baloncesto griego. En Rodas militó durante dos temporadas promediando 7.2 puntos en los dos ejercicios y acercándose al 40 por ciento de acierto en el tiro de tres puntos. Además, repartió 2,6 asistencias por partido.
En la temporada 2017/2018 firma por el Club Ourense Baloncesto de Liga LEB Oro española. Firmó 10.1 puntos, 2 rebotes y 2.1 asistencias en 25 minutos, estadísticas que mejoró en la siguiente temporada 2018/19 con Oviedo Club Baloncesto, en la que registró 11.8 puntos, 50.8% en tiros de tres puntos, 2 rebotes y 4 asistencias en promedio en 24 minutos en la cancha.
En julio de 2019, el internacional finlandés llega al CB Breogán para disputar la temporada 2019/20. Participó en 18 partidos en los que acreditó 9.7 puntos, 46% en tiros de tres puntos y 3 asistencias, hasta que en enero de 2020 sufrió una grave lesión de rodilla por la que causó baja para el resto de la temporada. Fue renovado en 2020/21 y, tras más de un año de baja, retornó a la competición en febrero de 2021, para completar la temporada logrando el ascenso a Liga ACB y acreditando promedios de 5 puntos y 1 asistencia en algo más de 17 minutos. Al finalizar la temporada, el club anunció que prescindía de sus servicios.
El 5 de agosto de 2021, tras ascender a la Liga Endesa con el Club Baloncesto Breogán, regresa a su país y firma por el Salon Vilpas Vikings de la Korisliiga.

## Clubs
- Torpan Pojat (2007–2009)
- Salon Vilpas Vikings (2009–2012)
- Solna Vikings (2012–2013)
- Borås Basket (2013–2014)
- Bisons Loimaa (2014–2015)
- Kolossos Rodou (2015–2017)
- Club Ourense Baloncesto (2017-2018)
- Oviedo Club Baloncesto (2018-2019)
- Club Baloncesto Breogán (2019-2021)
- Salon Vilpas Vikings (2021–Act.)